# Paul Anka

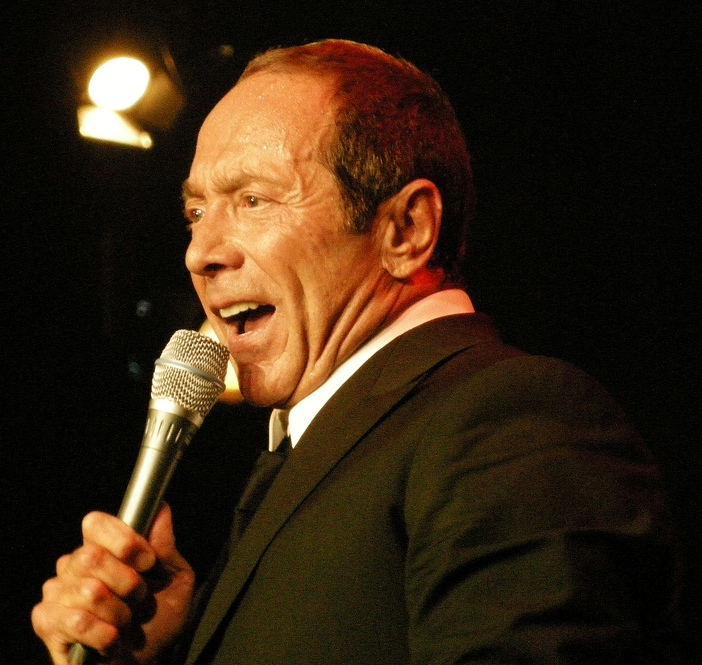
Paul Anka (2007)

Paul Albert Anka (* 30. Juli 1941 in Ottawa) ist ein kanadischer Sänger, Komponist, Liedtexter und Schauspieler. In den 1950er Jahren war er ein Teenager-Idol. Sein Song Diana zählt zu den erfolgreichsten Singles aller Zeiten und war der erste Millionenseller eines Teenagers.

## Leben
Paul Anka Sohn eines Syrers und einer Libanesin, die in Ottawa ein Restaurant betrieben. Der Großvater stammt aus Damaskus in Syrien. Mit 14 Jahren nahm er an Gesangswettbewerben in Kanada teil. 1956 besuchte Paul Anka seinen Onkel in Los Angeles, wo er die Gelegenheit hatte, bei Ernie Freeman, dem A&R-Direktor von Modern Records, vorzusingen. Freeman ließ den Minderjährigen einen Plattenvertrag unterschreiben. Es entstand im Oktober 1956 die Single I Confess/Blau-Wile-Deveest-Fontaine (RPM #472), betitelt nach einem afrikanischen Dorf aus John Buchans Roman Prestor John, den Anka im Sommer für die Schule zu analysieren hatte. Hintergrundsänger waren die Cadets, die gerade mit Stranded in the Jungle einen großen Hit bei Modern in den Charts hatten. Damit war Anka der einzige weiße Interpret dieses reinen Rhythm-&-Blues-Labels. Es stellte sich jedoch schnell heraus, dass man mit Anka und seiner Musik nicht viel anfangen konnte, sodass der Titel lediglich 3000 Stück umsetzte und dann in den Archiven verschwand. Damit schien Ankas Gesangskarriere beendet.

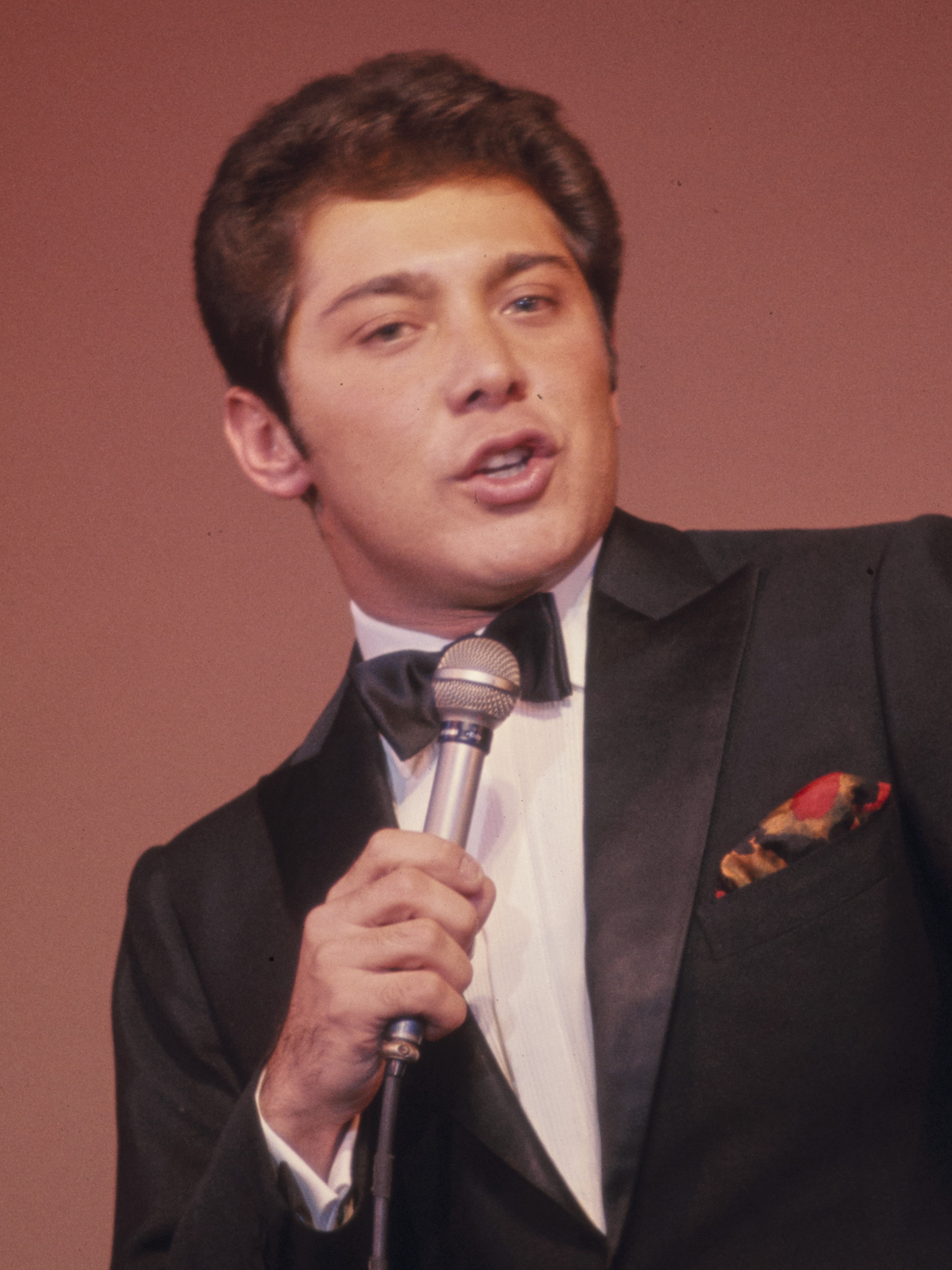
Paul Anka (1960er Jahre)

Im Mai 1957 spielte Paul Anka in New York City neben drei anderen Songs dem Produzenten und Arrangeur Don Costa auch seine Eigenkomposition Diana vor. Costa nahm den Titel mit Anka auf; es wurden weltweit mehr als zehn Millionen Schallplatten davon verkauft. Anka wurde zum Teenie-Idol. Diana wird zu den zehn meistverkauften Singles (Stand 2010) gezählt. Es folgten weitere Tophits wie Lonely Boy oder Put Your Head on My Shoulder.
Anka schrieb weiter Songs, unter anderem für Buddy Holly. Für Frank Sinatra textete er My Way zur Melodie des französischen Chansons Comme d’habitude, für Tom Jones komponierte er She’s a Lady. Er nimmt regelmäßig Platten auf und steht in Las Vegas als Entertainer auf der Bühne. 2005 begann Anka das Projekt Rock Swings, das Rock-Klassiker im Swing-Stil präsentierte. Anka produzierte auch das Swing-Coveralbum von Michael Bublé. Wegen des großen Erfolgs des Rock-Swings-Albums legte er 2007 ein weiteres Swing-Album nach: Classic Songs – My Way. Es enthält unter anderem Ankas Versionen von Cyndi Laupers Time After Time und Bob Segers Against the Wind, außerdem singt Anka My Way im Duett mit Jon Bon Jovi. Paul Anka war auch in den 1980er Jahren Co-Autor des 2009 Post mortem veröffentlichten Michael Jackson Songs This Is It.
Anka ist Träger des Johnny Mercer Award der Songwriter’s Hall of Fame, des französischen Ordens Chevalier de Ordre des Arts et des Lettres, wurde zum Order of Canada ernannt und erhielt 2018 den Lifetime Achievement Award der Canadian Music Industry Hall of Fame. Seit 1980 ist er darüber hinaus Mitglied der Canadian Music Hall of Fame, die erst 1978 ins Leben gerufen wurde.
Im Februar 2019 unterzeichnete Anka einen langfristigen Multimillionen-Dollar-Deal mit Primary Wave Musik. Der Deal umfasst Ankas Veröffentlichungen, seine Masterrechte sowie die Verwertung seines Namens und Abbildes.

## Trivia
- 1961 übernahm er eine Nebenrolle im Film Der längste Tag.
- In der Serie Gilmore Girls besitzt Lorelai Gilmore einen Hund namens Paul Anka. Anka tritt in der 18. Folge der sechsten Staffel (The Real Paul Anka) als er selbst in einem Traum Lorelais auf.
- Außerdem ist er in der Simpsons-Folge Treehouse of Horror VI, in der Serie Ein Colt für alle Fälle in der Folge Geldwäsche und in der Fernsehserie Las Vegas unter anderem in der Folge Diebe und Fälscher zu sehen.
- Zu seinen Privatkonzerten gehörte 2019 ein Auftritt in der Botschaft der Vereinigten Staaten in Budapest.[9]
- Von Oktober bis November 2020 nahm Anka als „Broccoli“ an der vierten Staffel der US-amerikanischen Version von The Masked Singer teil, in der er den siebten von insgesamt 16 Plätzen belegte.[10]

## Diskografie
Alben

| Jahr | Titel                    | Höchstplatzierung, Gesamtwochen, AuszeichnungChartplatzierungen (Jahr, Titel, Platzierungen, Wochen, Auszeichnungen, Anmerkungen) | Höchstplatzierung, Gesamtwochen, AuszeichnungChartplatzierungen (Jahr, Titel, Platzierungen, Wochen, Auszeichnungen, Anmerkungen) | Höchstplatzierung, Gesamtwochen, AuszeichnungChartplatzierungen (Jahr, Titel, Platzierungen, Wochen, Auszeichnungen, Anmerkungen) | Höchstplatzierung, Gesamtwochen, AuszeichnungChartplatzierungen (Jahr, Titel, Platzierungen, Wochen, Auszeichnungen, Anmerkungen) | Anmerkungen |
| Jahr | Titel                    | DE | AT | UK | US | Anmerkungen |
| ---- | ------------------------ | --- | --- | --- | --- | ----------- |
| 1960 | Anka At The Copa         | — | — | — | US23 (13 Wo.)US |             |
| 1962 | Young, Alive And in Love | — | — | — | US61 (12 Wo.)US |             |
| 1962 | Let’s Sit This One Out   | — | — | — | US132 (2 Wo.)US |             |
| 1969 | Goodnight My Love        | — | — | — | US101 (11 Wo.)US |             |
| 1969 | Life Goes On             | — | — | — | US194 (2 Wo.)US |             |
| 1971 | Paul Anka                | — | — | — | US188 (4 Wo.)US |             |
| 1971 | Jubilation               | — | — | — | US192 (4 Wo.)US |             |
| 1974 | Anka                     | — | — | — | US9 Gold · (28 Wo.)US |             |
| 1975 | Feelings                 | — | — | — | US36 (29 Wo.)US |             |
| 1975 | Times of Your Life       | — | — | — | US22 Gold · (25 Wo.)US |             |
| 1976 | The Painter              | — | — | — | US85 (15 Wo.)US |             |
| 1977 | Music Man                | — | — | — | US195 (3 Wo.)US |             |
| 1978 | Listen to Your Heart     | — | — | — | US179 (7 Wo.)US |             |
| 1981 | Both Sides of Love       | — | — | — | US171 (6 Wo.)US |             |
| 1983 | Walk a Fine Line         | — | — | — | US156 (8 Wo.)US |             |
| 2005 | Rock Swings              | DE10 (13 Wo.)DE | — | UK9 Gold · (8 Wo.)UK | US120 (2 Wo.)US |             |
| 2007 | Classic Songs – My Way   | — | — | UK13 (4 Wo.)UK | US139 (2 Wo.)US |             |
| 2013 | Duets                    | — | — | — | US95 (3 Wo.)US |             |

grau schraffiert: keine Chartdaten aus diesem Jahr verfügbar

## Filmografie (Auswahl)
Schauspieler
- 1959: Blonde Locken – scharfe Krallen (Girls Town)
- 1961: Im Taumel der Sinne (Look in Any Window)
- 1962: Der längste Tag (The Longest Day)
- 1974: Einsatz in Manhattan (Kojak, Fernsehserie, Folge Spiel mit gezinkten Karten)
- 1983: Ein Colt für alle Fälle (The Fall Guy, Fernsehserie, eine Folge)
- 1991: Perry Mason und der glücklose Freund (Perry Mason: The Case of the Maligned Mobster, Fernsehfilm)
- 1992: Captain Ron: Eine Kreuzfahrt ins Glück (Captain Ron)
- 1996: Bullet Point (Mad Dog Time)
- 2001: Crime is King (3000 Miles to Graceland)
- 2006: Gilmore Girls (Fernsehserie, Folge Rache ist süß)